# Diego Ronconi
Diego Ronconi (* 5. August 1964 in Iseo, Italien) ist ein deutscher Volleyball-Trainer und -Funktionär.

## Werdegang
Diego Ronconi, der eine Ausbildung an der TH Darmstadt in Sport und Mathematik absolviert hat, startete 1992 seine Trainer-Karriere beim SV Bayer Wuppertal als Cheftrainer im Amateur-Bereich und parallel als Co-Trainer in der 1. Volleyball-Bundesliga. Im Juni 1995 übernahm er die 2. Bundesliga-Damenmannschaft des Ettlinger SV, ehe er sich wieder dem Männer-Volleyball zuwandte und von Juni 1997 bis Juli 2006 seine längste Trainerstation beim Zweitligisten FT 1844 Freiburg verbrachte. Hier war die Vize-Meisterschaft 2001 der größte sportliche Erfolg. Von September 1999 bis April 2006 war er Lehrbeauftragter für Volleyball an der Albert-Ludwigs-Universität Freiburg. Darüber hinaus ist er im Lehrausschuss des Nordbadischen Volleyball-Verbands tätig. Nach einem kurzen Engagement bei Eintracht Wiesbaden erreichte er in der Spielzeit 2006/2007 mit dem TV Bühl den achten Platz in der 2. Bundesliga und in der Folgesaison Platz vier, ehe Mathias Eichinger den Cheftrainer-Posten übernahm. Seine erfolgreichste Zeit hatte er von 2009 bis 2015 als Cheftrainer beim SV Fellbach, den er in der Saison 2014/15 zum Gewinn der Meisterschaft in der 2. Volleyball-Bundesliga führte. Seit Sommer 2015 ist er beim SSC Karlsruhe, erreichte mit diesem den Aufstieg in die 2. Volleyball-Bundesliga, gab den Trainer-Posten aus beruflichen Gründen im April 2018 ab und übernahm die Abteilungsleitung.